# Chiloglanis mbozi
Chiloglanis mbozi là một loài cá thuộc họ Mochokidae. Nó là loài đặc hữu của Tanzania. Các môi trường sống tự nhiên của chúng là shrub-dominated wetlands and swamps. Nó bị đe dọa do mất môi trường sống.